# Sophie von der Tann

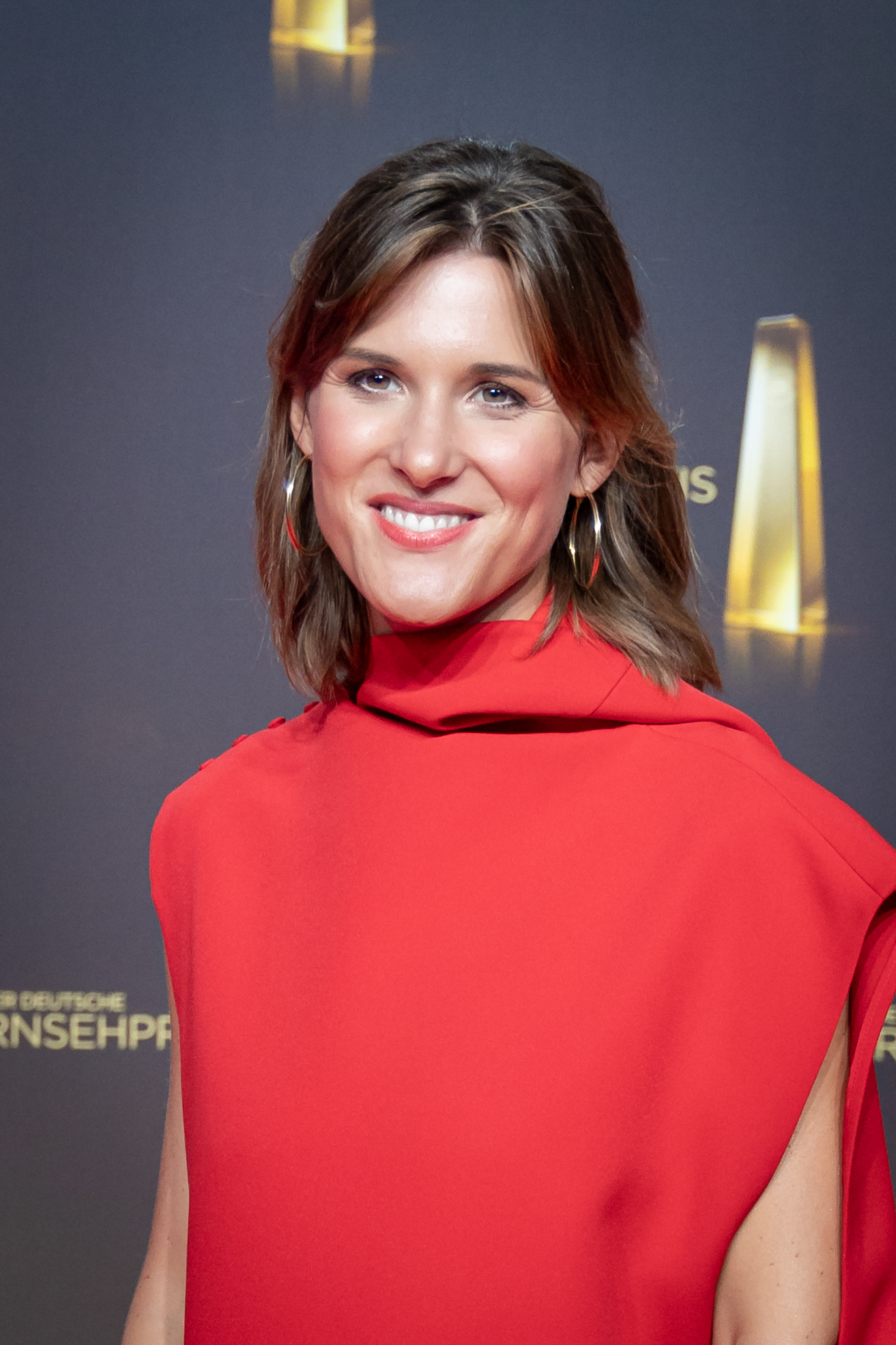
Sophie von der Tann beim Deutschen Fernsehpreis 2024

Sophie von der Tann (eigentlich: Sophie Henny Elinor Freiin von und zu der Tann-Rathsamhausen; * 29. April 1991 in Kassel) ist eine deutsche Journalistin.

## Leben und Wirken
Sophie von der Tann wuchs in Tann (Rhön) auf. Sie entstammt dem Adelsgeschlecht von der Tann, das seinen Familiensitz im Schloss Tann hat. Ihre Mutter Christiane, geb. Bohnekamp, ist Rechtsanwältin und Fachanwältin für Medizinrecht. Ihr Vater, Michael von der Tann, ist Diplom-Agraringenieur und war bis Juni 2022 Präsident des Hessischen Waldbesitzerverbandes. Der Journalist Hartmann von der Tann ist ein entfernter Verwandter von ihr. Ihre Familie ist seit der Reformation mit der evangelischen Landeskirche in Hessen-Kassel (heutige EKKW) verbunden.
Sophie von der Tann absolvierte mit 16 Jahren ein Praktikum beim ZDF in Washington, D.C. Ihr Abitur machte sie am Domgymnasium Fulda und studierte im Anschluss an der Ludwig-Maximilians-Universität München. An der Oxford University (2011–2014) machte sie einen Bachelor in Theologie und Orientalistik. Anschließend besuchte sie die Columbia University in New York, wo Lisa Pollak zu ihren Lehrerinnen gehörte. Danach absolvierte sie an der London School of Economics and Political Science ein Masterstudium, das sie als Master in Internationaler Geschichte (International and World History) abschloss; Thema ihrer Abschlussarbeit war die „Entwicklung und Verbreitung des Begriffs ‚jüdisch-christliche Tradition‘ im Deutschland der Nachkriegszeit“. Von 2010 bis 2016 wurde sie von der Studienstiftung des deutschen Volkes gefördert. Sie beherrscht Hebräisch, Arabisch, Englisch und Französisch. Ihr Volontariat machte sie von 2016 bis 2018 beim Bayerischen Rundfunk (BR). Einen Teil absolvierte sie in Tel Aviv.
Im August 2018 gründete sie mit Kollegen den Instagram-Nachrichtenkanal News-WG, für den sie 2019 vom Medium Magazin zu den Top-30-Nachwuchsjournalisten unter 30 Jahren gewählt wurde und den Axel-Springer-Preis für junge Journalisten erhielt. Ab November 2018 arbeitete sie als Journalistin im BR-Hauptstadtstudio. Sie trat als Mitinitiatorin des Tagesschau-Zukunfts-Podcasts Mal angenommen in Erscheinung.

### ARD-Korrespondentin in Tel Aviv
Seit August 2021 ist sie ARD-Korrespondentin in Tel Aviv und berichtet aus Israel und Palästina.
In einem Gespräch mit der Süddeutschen Zeitung erläuterte von der Tann, dass Kriegsberichterstattung im Umfeld von Gaza und dem Westjordanland technisch und emotional sehr herausfordernd sei. Sie betont die Unmöglichkeit unabhängiger Verifikation in Kriegsgebieten und beschreibt den Zwiespalt zwischen der Berichterstattung über humanitäres Leid und einem Leben in relativer Sicherheit in Tel Aviv.
Für ihre Berichterstattung über die Terrorangriffe vom 7. Oktober und den Krieg in Gaza wurde sie unter anderem mit dem Deutschen Fernsehpreis ausgezeichnet. Thomas Hinrichs, Informationsdirektor des Bayerischen Rundfunks, lobte in diesem Zusammenhang ihre „Gabe, komplexe Zusammenhänge in klugen, verständlichen Sätzen zu transportieren“.
Das Medium Magazin äußerte anlässlich einer Preisverleihung, von der Tann habe es geschafft, in einem der „anspruchsvollsten Berichterstattungsfelder (…) komplexe und emotional aufgeladene Themen differenziert und ausgewogen zu vermitteln“.
Die Jüdische Allgemeine sowie die Jüdische Rundschau kritisieren ihre Berichte als einseitig, da sie überwiegend unfreundliche Stimmen berücksichtige und dadurch ein verzerrtes Bild von Israel zeichne, das sowohl militärische als auch politische Kontexte unzureichend widerspiegele. Dazu äußerte sich auch der israelische Botschafter in Deutschland Ron Prosor kritisch.

## Auszeichnungen
- 2024: Förderpreis des Deutschen Fernsehpreises[15][3]
- 2024: Journalistin des Jahres in der Kategorie „Reportage national“ des Medium Magazins[11]
- 2024: Blauer Panther – TV & Streaming Award für ihre Berichterstattung aus Nahost in der Kategorie Information / Journalismus[16]